# الكاتشو

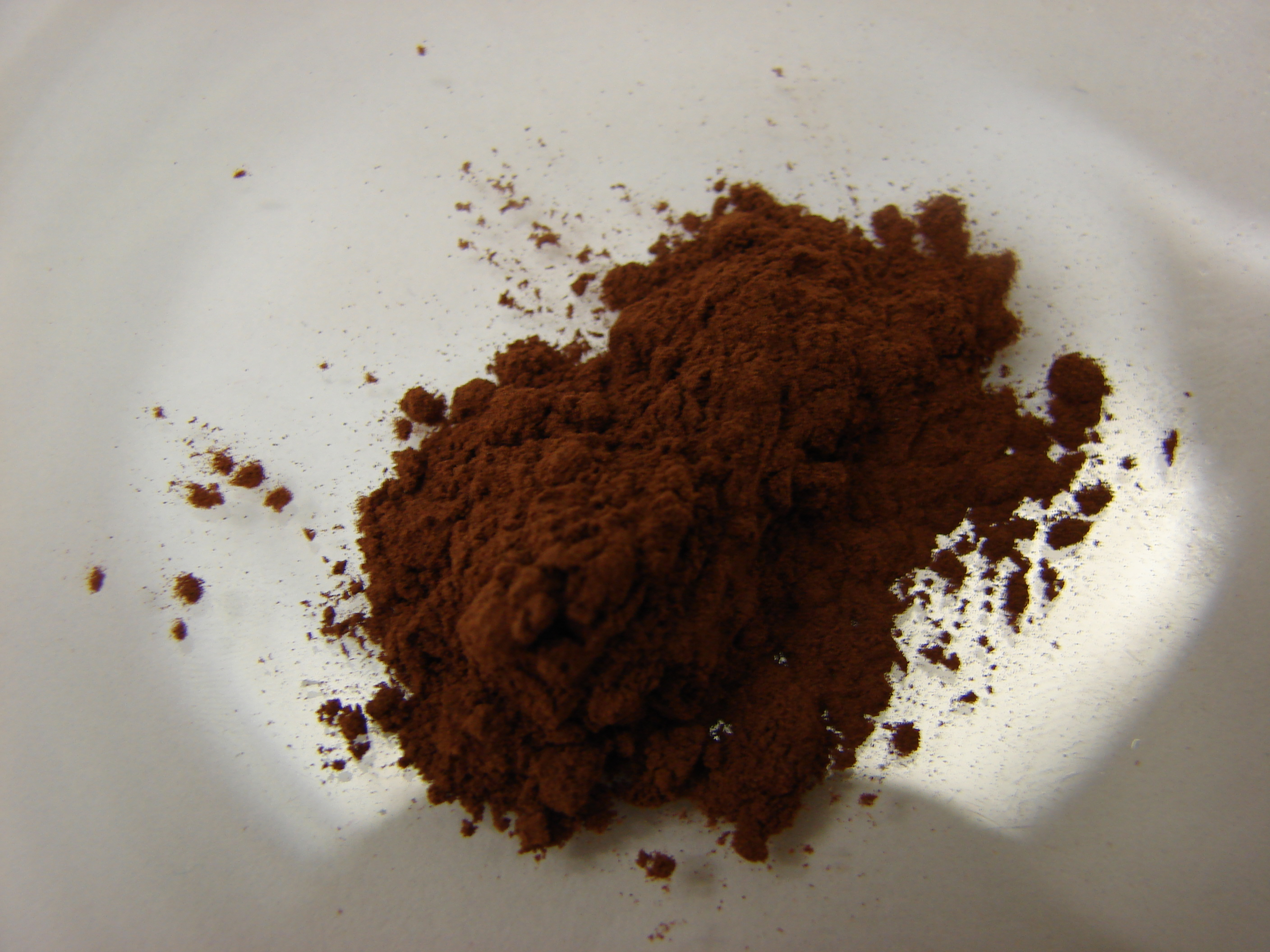
الكاتشو

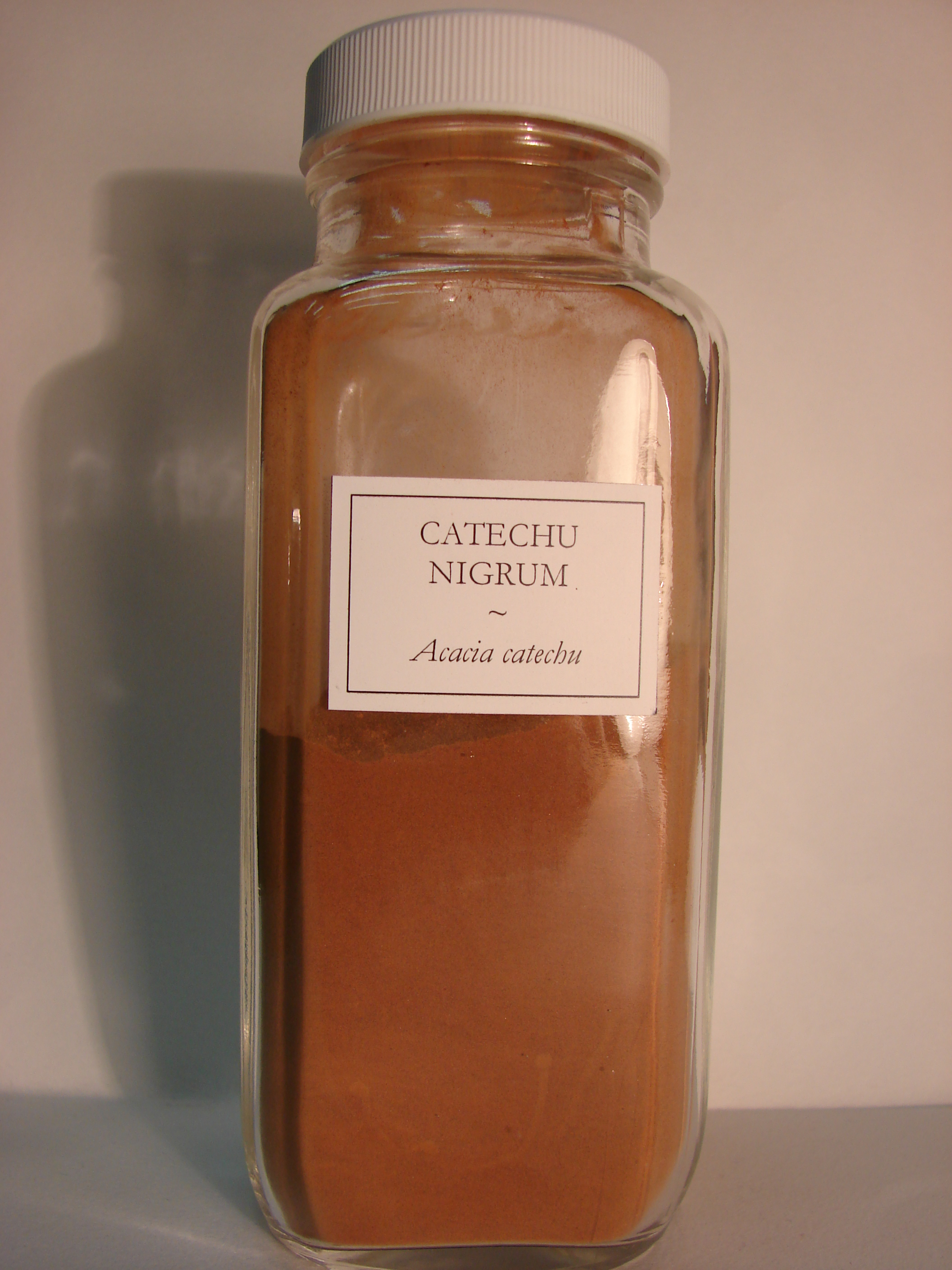
عبوة مادة الكاتشو

الكَاشو أو الكاد أو الكَاتِشُو :مادة تستخرج من شجر السّنط أو الأكاسيا. تستخدم في الأدوية والصّباغة والدّباغة، يُقَطَّعُ قلب شجرة الأكاسيا إلى قطع صغيرة، ثم تُغْلَى في الماء حتى تنتج مادة صمغية تشبه القطران، وعندما تتجمد هذه المادة تتشكل في كتل أو كرات وتغلف بأوراق كبيرة ويتم تسويقها على هذه الهيئة. تصنع من الكاتشو أصباغ بنية غامقة لتلوين الجلود ولصباغة وطباعة الملابس مثل، الكاليكو وهو قماش قطني خام.